# Squirrel Boy
Squirrel Boy è un cartone animato creato da Everett Peck, già creatore di Duckman, e prodotto da Cartoon Network.
I protagonisti sono Andy, un bambino, e il suo scoiattolo Rodney: insieme hanno sempre tante idee, ma finiscono solo per combinare guai e distruggere casa.  È andato in onda in prima TV negli Stati Uniti 29 maggio 2006 su Cartoon Network.

## Personaggi
- Rodney J. Scoiattolo: è uno scoiattolo rosso, nonché animale da compagnia e migliore amico di Andy, che coinvolge sempre nei suoi scherzi e giochi. Sfaticato e ingenuo, sbaglia spesso i verbi, pronunciandoli in modo sbagliato. È innamorato di Darlene.
- Andy Johnson: è un bambino che, oltre ad essere il proprietario di Rodney, gli è molto affezionato sebbene lo faccia sempre finire nei guai. Ha i capelli rossi, indossa gli occhiali e ama fare scherzi insieme a Rodney.
- Sotodo Mike: è il pappagallo di Kyle e nemico di Rodney, il quale odia. Aiuta Kyle a fare scherzi ad Andy e Rodney.
- Kyle Finkster: è il bullo di Andy, suo vicino di casa. Con l'aiuto di Sotodo Mike cerca di fargli scherzi di cattivo gusto.
- Mr. Johnson: chiamato semplicemente Signor J, è il padre di Andy; odia Rodney e lo trova insopportabile, tanto da cercare di sbarazzarsene costantemente.
- Mrs. Johnson: chiamata semplicemente Signora J, è la madre di Andy e, a differenza del marito, non odia Rodney.
- Leon: è uno scoiattolo selvatico dal pelo blu ed è il miglior amico di Rodney. Vive nell'albero di casa Johnson. Il suo nome completo è Leonopolis.
- Darlene: è una scoiattolina dal pelo giallo della quale Rodney è innamorato.
- Oscar: è un amico di Andy e ha dei genitori esageratamente protettivi.
- Martha: è una ragazza strana e intelligente per la quale Andy prova dei sentimenti.
- Ester Flatbottom: è la vicina di casa Johnson, si muove in scooter elettrico, e odia i Johnson.
- Eddie J. Scoiattolo: è uno scoiattolo volante cugino di Rodney; i due si odiano molto. Eddie riesce a volare e si dà tante arie per la sua bellezza e per le sue capacità.
- Cane Furioso: è il cane dei vicini di casa e abbaia di continuo.
- Il ranger Stu: è un ranger dell'ambiente.
- Jack Royal: è un ragazzo dal sorriso smagliante che secondo il Signor J. diventerà presidente.

## Episodi

### Stagione 1
| n°  | Titolo originale             | Titolo italiano                  | Prima TV USA      |
| --- | ---------------------------- | -------------------------------- | ----------------- |
| 1a  | A Line in the Sandwich       | Una linea di sandwich            | 29 maggio 2006    |
| 1b  | Tree for Two                 | Albero per due                   | 29 maggio 2006    |
| 2a  | The Big Haggle Hassle        | Il mercato delle pulci           | 21 luglio 2006    |
| 2b  | Rolling Blunder              | Gaffe a quattro ruote            | 21 luglio 2006    |
| 3a  | Scout's Dishonor             | Disonore scout                   | 14 luglio 2006    |
| 3b  | Andy Had a Little Squirrel   | Andy aveva uno scoiattolo        | 14 luglio 2006    |
| 4a  | Born to Be Mild              | Vita selvaggia                   | 28 luglio 2006    |
| 4b  | Yer Out!                     | Tu fuori!                        | 28 luglio 2006    |
| 5a  | Best of Best Friends         | Il migliore dei migliori amici   | 4 agosto 2006     |
| 5b  | The Hairy Truth              | Una verità spaventosa            | 4 agosto 2006     |
| 6a  | Up All Night                 | Notte in bianco                  | 11 agosto 2006    |
| 6b  | Pool for Love                | Piscina per amore                | 11 agosto 2006    |
| 7a  | Islands in the Street        | Tropici in città                 | 18 agosto 2006    |
| 7b  | Speechless                   | Senza parole                     | 18 agosto 2006    |
| 8a  | What's Sung is Sung          | Quel che è cantato è cantato     | 8 settembre 2006  |
| 8b  | Wall of the Wild             | Muro selvaggio                   | 8 settembre 2006  |
| 9a  | The Greatest Schmo on Earth  | Il più grande babbeo della Terra | 15 settembre 2006 |
| 9b  | Outta Sight                  | Bisogna guardare                 | 15 settembre 2006 |
| 10a | Harried Treasure             | Il tesoro della discordia        | 22 settembre 2006 |
| 10b | The Rod Squad                | La Rod Squad                     | 22 settembre 2006 |
| 11a | The Trojan Rabbit            | Il coniglio di Troia             | 3 novembre 2006   |
| 11b | The Endangered Species Twist | Il caro estinto                  | 3 novembre 2006   |
| 12a | Birthday Boy                 | Buon compleanno                  | 10 novembre 2006  |
| 12b | Freaky Fur Day               | Il giorno degli animali pazzi    | 10 novembre 2006  |
| 13a | Hole in the Story            | Il buco nella storia             | 17 novembre 2006  |
| 13b | Screw-Up in Aisle Six        | Imprevisto in corsia 6           | 17 novembre 2006  |

### Stagione 2
| n°  | Titolo originale              | Titolo italiano               | Prima TV USA      |
| --- | ----------------------------- | ----------------------------- | ----------------- |
| 1a  | Flatbottom's Up               | I rimedi di Flatbottom        | 2 febbraio 2007   |
| 1b  | Family Crude                  | Buon sangue non mente         | 2 febbraio 2007   |
| 2a  | Eddie or Not...               | Eddie o non Eddie             | 9 febbraio 2007   |
| 2b  | Trouble Date                  | Appuntamento problematico     | 9 febbraio 2007   |
| 3a  | Winner Fake All               | Voglia di vincere             | 16 febbraio 2007  |
| 3b  | Rodney Darling                | Signorina Rodney              | 16 febbraio 2007  |
| 4a  | Frag the Dog                  | Attenti al cane               | 23 febbraio 2007  |
| 4b  | The Grim Cheaper              | La formica e la cicala        | 23 febbraio 2007  |
| 5a  | Treehouse Broken              | La casa sull'albero           | 6 aprile 2007     |
| 5b  | My Brand New Salty Mike       | Un Sotodo Mike nuovo di zecca | 6 aprile 2007     |
| 6a  | Stranger than Friction        | Nemiciamici                   | 13 aprile 2007    |
| 6b  | Don't Cross Here              | Non attraversare              | 13 aprile 2007    |
| 7a  | More Flower to You            | Fiori ribelli                 | 16 agosto 2007    |
| 7b  | News It or Lose It            | Edizione straordinaria        | 16 agosto 2007    |
| 8a  | Get a Lifeboat                | Gita in barca                 | 23 agosto 2007    |
| 8b  | Bully for You                 | Bullo di mamma                | 23 agosto 2007    |
| 9a  | Ice Cream Anti-Social         | Gelati anti terapeutici       | 30 agosto 2007    |
| 9b  | Dog & Phony Show              | Dottor Cane e Mister Furioso  | 30 agosto 2007    |
| 10a | He Got Blame                  | È colpa sua                   | 24 settembre 2007 |
| 10b | I Only Have Eye for You       | Ho occhi solo per te          | 24 settembre 2007 |
| 11a | Don't Pet on It               | Vita domestica                | 26 settembre 2007 |
| 11b | Bunny and the Beak            | Orecchi e piume               | 26 settembre 2007 |
| 12a | Diss and Make Up              | Nemici per la pelle           | 25 settembre 2007 |
| 12b | Be Careful What You Wish For  | Desideri pericolosi           | 25 settembre 2007 |
| 13a | Gumfight at the S'Okay Corral | Mezzogiorno di gomme          | 27 settembre 2007 |
| 13b | I, Stan, Corrected            | Gli invasori mutanti          | 27 settembre 2007 |

## Doppiaggio
| Personaggio            | Doppiatore originale   | Doppiatore italiano |
| ---------------------- | ---------------------- | ------------------- |
| Rodney J. Scoiattolo   | Richard Steven Horvitz | Davide Garbolino    |
| Andy Johnson           | Pamela Adlon           | Angela Brusa        |
| Sig. Robert Johnson    | Kurtwood Smith         | Donato Sbodio       |
| Sig.ra Lucille Johnson | Nancy Sullivan         | Anna Radici         |
| Leon                   | Thomas Kenny           | Andrea Zalone       |
| Kyle                   | Billy West             | Laura Righi         |
| Oscar                  | Jason Spisak           | Luca Ghignone       |
| Darlene                | Monica Lee Gradischek  | Anna Lana           |
| Sotodo Mike            | Carlos Alazraqui       | Mario Brusa         |
| Dan                    | Matt Weinhold          | Riccardo Lombardo   |
| Eddie                  | Ben Diskin             | Stefano Brusa       |